# دیویس میورین
دیویس میورین (ایتالیایی: Devis Miorin؛ زادهٔ ۲۴ مارس ۱۹۷۶ ‏(۴۸ سال)) دوچرخه‌سوار اهل ایتالیا است.